# 村田吉次
村田 吉次（むらた よしつぐ）は、安土桃山時代から江戸時代前期にかけての武将。筑前国福岡藩士。黒田二十四騎の一人。通称は兵助、出羽守。

## 略歴
永禄8年（1565年）、井口（いのくち）与次右衛門の四男として誕生。
三人の兄はいずれも黒田孝高の家臣となり、若年のうちに戦死している。天正5年（1577年）より同様に孝高に仕え、同年に孝高の子・松寿丸（後の黒田長政）が人質として羽柴秀吉に預けられた際、付き人として長浜城に同行した。
天正8年（1580年）元服して兵助と名乗り、英賀城攻めで初陣。天正12年（1584年）の岸和田合戦の際には、敵に忍び寄って相手を殺害し、相手の武具・刀・槍・馬を奪って戻ったという。天正16年（1588年）、豊前国で250石を拝領。文禄・慶長の役では足軽大頭を務めた。
慶長5年（1600年）、孝高が鍋島直茂の陣営を訪れた際に同行。この際、直茂が家臣の村田隠岐を「今まで一度も傷を負ったことが無い武士」と紹介した。それに対して孝高は吉次の兄三人が討死したことに触れ、幸運な村田隠岐にあやかって吉次に村田の姓を頂けるように願い、当人から許されたため、これ以後「村田」の姓を名乗ることとなる。
慶長6年（1601年）、黒田氏の筑前入国後に夜須郡2,000石を拝領し、桐山信行の組下に置かれる。慶長9年（1604年）の孝高の没後、「出羽守」を称し、大組頭となった。元和6年（1620年）の大坂城再建工事では石垣を担当したが、その石材を運搬する際に吉田重成の組と道でかち合い、諍いを起こしている。
元和7年（1621年）10月29日、死去。享年57。

## 人物
宝蔵院流槍術の免許皆伝であった。また、粗暴な性格で、「気に食わない」という理由で自身の領内の80人余りの首を斬ったり、家臣が暇を乞うと長屋牢に閉じ込めたり、吉次を恐れて逃亡すればその一族の者の首を刎ねたり、罪人を生きたまま斬り刻んだりしたという。